# 리차드 마우

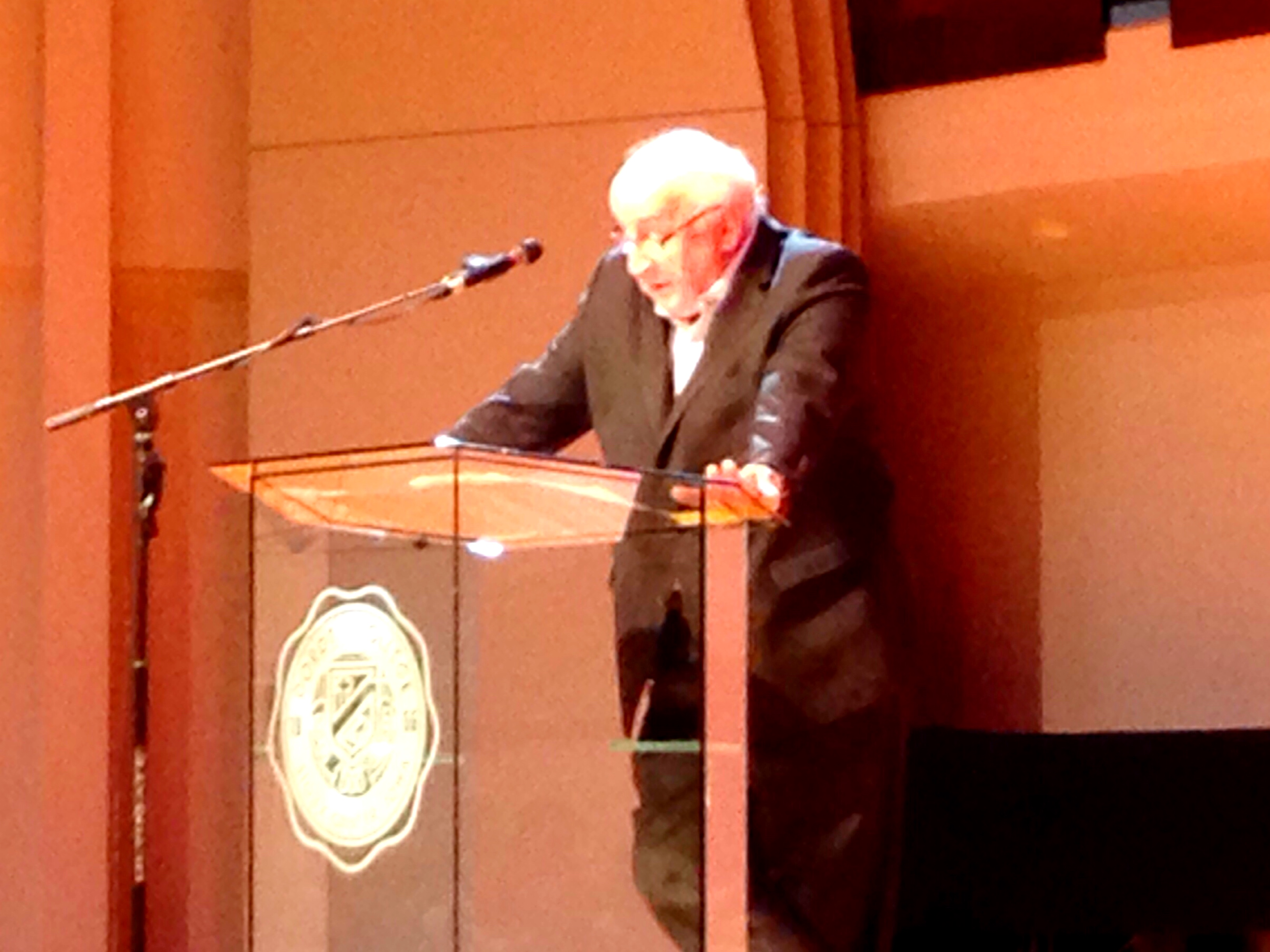

리차드 마우(Richard Mouw, 1940년 4월 22일 ~ )는 미국의 신학자이며 철학자이다. 미국 풀러신학교 전 총장이었다. 미국 프린스턴 신학교가 주는 아브라함 카이퍼(Abraham Kyuper) 상을 수상했다. 미국의 하우톤 대학교, 웨스턴 신학교를 졸업하고, 앨버타 대학교에서 철학 석사학위를, 시카고 대학교에서 철학 박사학위를 받았다. 미시간주 그랜드 래피즈에 있는 칼빈 대학교에서 17년 동안 철학을 가르쳤고, 1985년 9월부터 캘리포니아에 있는 풀러 신학교에서 기독교 철학과 윤리학을 가르치며 암스테르담 자유 대학교 객원교수를 지냈다. 1993년, 풀러 신학교 4대 총장으로 취임해서 2013년 총장직을 마쳤다. Fuller신학교에서 Faith and Public Life라는 연구소를 운명하고 있다. 리폼드 저널”(Reformed Journal)을 창간하여 편집자로 활동한 그는, “북스 앤 컬처”(Books and Culture) 등의 다양한 편집 위원회를 했다. 한국에도 방문하여 많은 풀러신학대 출신 신학자, 목회자들과 모임을 가진 바도 있다. 

## 몰몬교와 관계
윤리 의식이 투철한 그는 몰몬교로 알려진 예수 그리스도 후기성도 교회에 대해 호의를 가지고 오랫동안 교류해 왔다.  개신교계의 비평가들이 몰몬교에 대해 사탄적이라고 저술한 데 대해 그것은 거짓 증언이며, 그러한 거짓은 끔찍하다고 지적하고 유타주 BYU대학 등을 방문하여 연설할 때 대신 사과한 일도 있다. 

## 저서
- 왜곡된 진리(CUP)
- 무례한 기독교(IVP)
- 칼빈주의, 라스베가스 공항을 가다(SFC)
- 버거킹에서 기도하기

## 작품
- Political Evangelism (Grand Rapids: William B. Eerdmans, 1973).
- Politics and the Biblical Drama (Grand Rapids: William B. Eerdmans, 1976).
- Called to Holy Worldliness (Philadelphia: Fortress Press, 1980).
- Objections to Christianity (Grand Rapids: Bible Way, 1981).
- When The Kings Come Marching In: Isaiah and the New Jerusalem (Grand Rapids: William B. Eerdmans, 1983).
- Distorted Truth: What Every Christian Needs to Know About the Battle for the Mind (San Francisco: Harper and Row, 1989).
- Stained Glass: Worldviews and Social Science, ed. with Paul A. Marshall and Sander Griffioen (Lanham: University Press of America, 1989).
- The God Who Commands (Notre Dame: University of Notre Dame, 1990).
- Uncommon Decency: Christian Civility in an Uncivil World (Downers Grove: InterVarsity Press, 1992).
- Pluralisms and Horizons: An Essay in Christian Public Philosophy, with Sander Griffioen (Grand Rapids: William B. Eerdmans, 1993).
- Consulting the Faithful: What Christian Intellectuals Can Learn from Popular Religion (Grand Rapids: William B. Eerdmans, 1994).
- The Smell of Sawdust: What Evangelicals Can Learn from Their Fundamentalist Heritage (Grand Rapids: Zondervan, 2000).
- He Shines in all that's Fair: Culture and Common Grace (Grand Rapids: William B. Eerdmans, 2001).
- Wonderful Words of Life: Hymns in American Protestant History and Theology, with Mark A. Noll (Grand Rapids: William B. Eerdmans, 2004).
- Calvinism in the Las Vegas Airport: Making Connections in Today's World (Grand Rapids: Zondervan, 2004).
- Praying at Burger King (Grand Rapids: William B. Eerdmans, 2007).
- "Talking with Mormons: An Invitation to Evangelicals" (Grand Rapids: William B. Eerdmans, 2012).
- "Foreword" in The New Mormon Challenge, Francis J. Beckwith, Carl Mosser and Paul Owen, eds. (Grand Rapids: Zondervan, 2002), pp. 11–13.
- Abraham Kuyper: A Short and Personal Introduction (Grand Rapids: William B. Eerdmans, 2011).